# São José do Rio Preto
São José do Rio Preto – miasto w południowo-wschodniej Brazylii (stan São Paulo).
Liczba mieszkańców w 2020 roku wynosiła 464 983.
W mieście rozwinął się przemysł mięsny, olejarski oraz bawełniany.
W mieście mają siedzibę kluby piłkarskie América FC i Rio Preto EC.